# Corrado Cattani
Corrado Cattani is een hoofdpersoon uit de Italiaanse maffiaserie La piovra. Zijn rol als vastberaden politie-inspecteur werd vertolkt door acteur Michele Placido.

## Karakter
Aan het begin van de serie verschijnt Cattani voor het publiek als een verzamelde, doelbewuste persoon die met succes carrière maakt en een hooggeplaatste beschermheer heeft naar wiens advies hij luistert. Alles verandert drastisch na de ontvoering van zijn dochter Paola. Onder druk van chantage gaat Cattani kapot. Hij verraadt zijn principes en zijn levenswerk, vernedert zichzelf publiekelijk en overtreedt zelfs de wet om zijn dochter te bevrijden. Van een uitstekende politieagent verandert hij in feite in een corrupte ambtenaar. Maar de echte transformatie van Cattani vindt plaats nadat zijn brutaal verkrachte dochter is vrijgelaten. Cattani realiseert zich alle wreedheid en onmenselijkheid van de maffia en wordt gegrepen door een verlangen naar wraak, dat hij door alle volgende series zal voortzetten tot aan zijn dood.

## Geschiedenis
In de eerste serie krijgt Cattani het aan de stok met de onbenullige Cirinnà. Deze werkt voor de maffiagroep onder leiding van advocaat Terrasini. Na de ontvoering van zijn dochtertje Paola wordt hij steeds gedwongen een compromis te sluiten in ruil voor haar veiligheid. Uiteindelijk sterft Paola op veertienjarige leeftijd door psychische schade. Vanaf dat moment zweert Cattani wraak te nemen op de verantwoordelijken en de georganiseerde misdaad van La Piovra (de Octopus).
Cattani stopt zijn baan bij de politie. Zijn collega's, die de waarheid hadden ontdekt, worden vermoord en Cattani besluit terug te keren naar Sicilië om de strijd tegen de maffia te hervatten. Hij scheidt van zijn vrouw Else en onderzoekt de wapenhandel via Olga Camastra. Na een dramatisch bloedbad verliest hij zijn vrouw die hem probeerde te redden tijdens een schietpartij.
In de derde serie probeert Cattani te rouwen na de dood van zijn vrouw en dochter. Hij verhuist naar Milaan en krijgt hulp van abt Lovani. Dan wordt Greta, dochter van de bankier Carlo Antinari ontvoerd, en Cattani redt haar. Antinari wordt gechanteerd en wil niet buigen voor de wapenhandelaars. Zijn vader, de oude Nicola, en zakenpartner Dino Anselmi blijken echter samen te spannen met de criminelen. De familie Antinari heeft ook een dochter, Giulia, die verliefd wordt op de inspecteur. Zij ontdekt dat haar vader Carlo betrokken is bij de wapenhandel. Uiteindelijk verliest Cattani ook Giulia.
In La piovra 4 onderzoekt Cattani de moord op Antonio Tindari, eigenaar van een casino. Het bewijsmateriaal leidt naar Salvatore Frolo die een paar jaar eerder zijn vrouw en dochter verloor door toedoen van Tindari. Ondertussen probeert Tano Cariddi, een sluwe zakenman in samenspanning met de maffia, controle te krijgen over een grote verzekeringsmaatschappij. Om zijn positie te verstevigen gaat hij een zakenhuwelijk aan met Ester Rasi, dochter van de directeur. Ester raakt echter verliefd op Corrado en wil wraak op de moordenaar van haar vader.
Tijdens het onderzoek naar de duistere handel in radioactief afval, waaraan Antonio Espinosa de touwtjes in handen heeft, ontmoet Cattani de openbare aanklager Silvia Conti, die verliefd op hem wordt. Na de arrestatie van Cariddi ontmoet Cattani Espinosa, die hem zijn lot laat begrijpen. Kort daarna wordt Corrado vermoord met 137 kogels. Silvia zweert hem te wreken.